# Blokkade van Berlijn

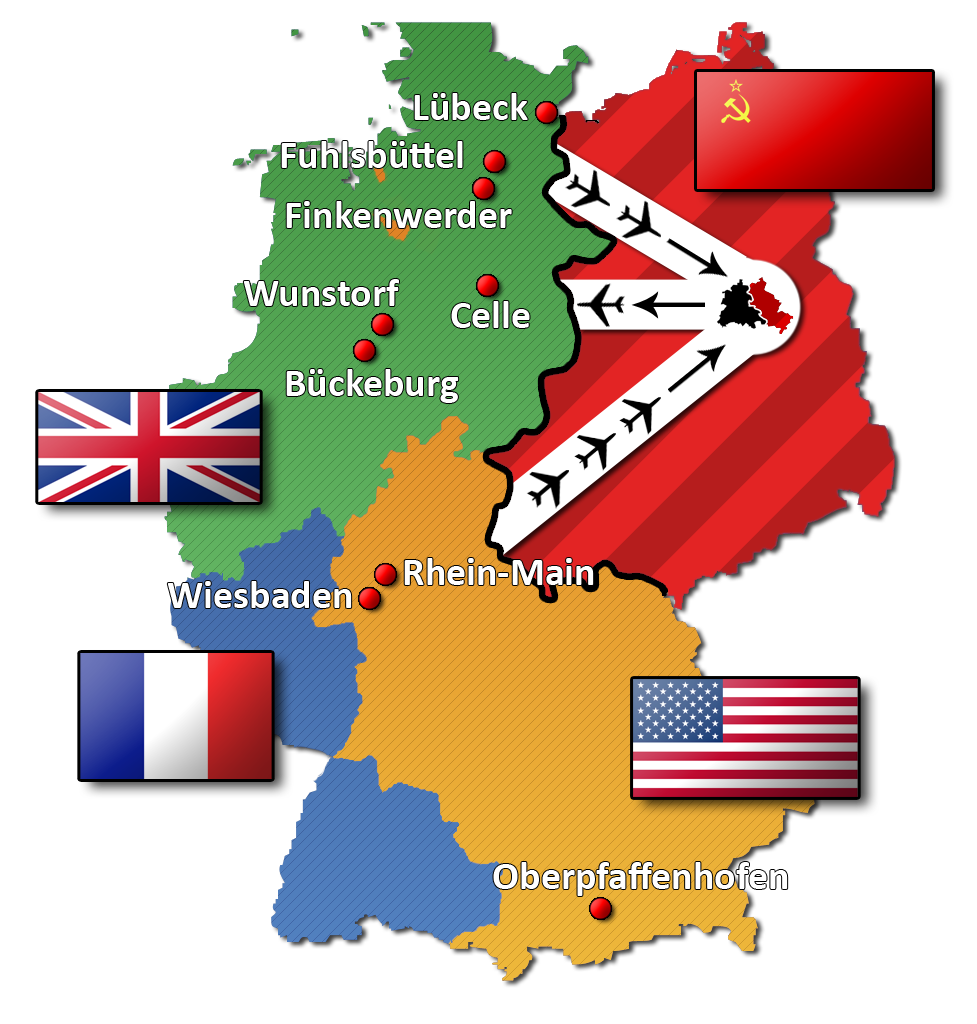
De bezettingszones in Duitsland 1945-1949 en de corridors

Bij de Blokkade van Berlijn waren tussen 24 juni 1948 en 12 mei 1949 de weg-, spoor- en binnenvaartverbindingen tussen de westelijke bezettingszones van Duitsland en West-Berlijn door de Sovjet-Unie afgesloten. De blokkade volgde op het mislukken van een conferentie in Londen van de geallieerden over de toekomst van Duitsland, het stokken van overleg over valutahervorming en de invoering van de Deutsche Mark in de westelijke bezettingszones van Duitsland door de andere drie bezettingsmachten. Gedurende de blokkade werd West-Berlijn via een luchtbrug bevoorraad, waardoor Stalins strategie om  zijn onderhandelingspositie te verbeteren nagenoeg mislukte. 

## Voorgeschiedenis
Na het einde van de Tweede Wereldoorlog was Duitsland in vier bezettingszones opgedeeld. Ook Berlijn, dat midden in de Sovjet-bezettingszone lag, was in vier sectoren opgedeeld. De stad werd bestuurd door de Geallieerde Controleraad. Binnen deze controleraad kwam het regelmatig tot spanningen en op 20 maart 1948 had de Sovjet-Unie de controleraad verlaten. De Sovjet-Unie weigerde ook te verschijnen op de zitting van de controleraad van 16 juni 1948, waarna de controleraad ophield te functioneren. Op 20 april 1948 begonnen 25 Duitse financiële experts uit de Bizone aan een overleg, dat in totaal 49 dagen zou gaan duren, over de valutahervorming in de drie westerse bezettingszones in Duitsland. De Verenigde Staten hadden in januari 1946 een valutahervorming voor Duitsland voorgesteld, maar de Sovjet-Unie had dit idee afgewezen.
De Sovjet-Unie produceerde de gangbare Rijksmark bankbiljetten. Al in oktober 1947 lieten de Verenigde Staten D-marken produceren in Washington en New York. Ze brachten deze nieuwe bankbiljetten in 23.000 dozen per schip naar Bremerhaven en vervolgens in acht treinen naar Frankfurt, waar de biljetten werden bewaard. Vlak voor de valutahervorming werden de biljetten verder verspreid over 200 vestigingen van de centrale bank in de westerse zones. Nadat de westelijke bezettingsmachten met de Sovjet-Unie onderhandelden over een valutahervorming, omdat de Rijksmark waardeloos was, werd op 20 juni 1948 in de drie westelijke Duitse bezettingszones (het latere West-Duitsland) de D-mark ingevoerd. De West-Duitse bevolking had dit twee dagen eerder, op 18 juni 1948, via de radio te horen gekregen. Omdat de oude Rijksmark nog geldig was in de Sovjet bezettingszone, vloeide deze massaal van de westelijke zones naar de oostelijke zone, met een immense inflatie tot gevolg. Dit was volgens Stalin in strijd met de gemaakte afspraken tijdens de Conferentie van Jalta, dat de geallieerden alleen gezamenlijk besluiten zouden nemen over de toekomst van Duitsland. Dit zou de reden zijn geweest dat de dag na de valutahervorming in de westerse bezettingszones, de Sovjet-Unie de grenzen sloot voor passagiersvervoer en strenge controle invoerde op vrachtverkeer en scheepvaart. Verder reageerde de Sovjet-Unie op de westerse valutahervorming door zelf ook een valutahervorming door te voeren, op 23 juni 1948. De Sovjet-Unie voerde de Ostmark in, in hun eigen bezettingszone, maar ook in heel Berlijn. Dit wilden de westerse geallieerden niet en daarom introduceerden zij in West-Berlijn de D-mark met de letter "B" erop.

## De blokkade

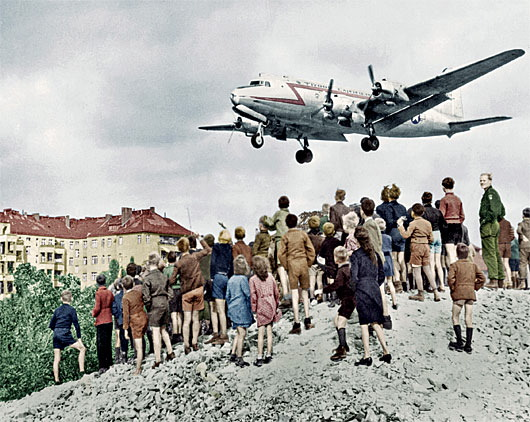
Amerikaans toestel bij de landing op Tempelhof

Vlak voor middernacht op 23 juni 1948 schakelde de Sovjet-Unie de elektriciteitsvoorziening (die vanuit de Sovjet-bezettingszone plaatsvond, de energiecentrale Golpa-Zschornewitz) uit, als reden werd de uitvoer van onderhoudswerkzaamheden gegeven. 's Ochtends vroeg werden ook de toegangswegen rond West-Berlijn gesloten, zonder dat daarmee enige afspraak met de westerse geallieerden werd geschonden. Ook voor de elektriciteitsvoorziening waren geen expliciete overeenkomsten tussen de westelijke machten en de Sovjet-Unie afgesloten. Over luchtcorridors over elkaars bezettingszones waren wel onderlinge afspraken gemaakt door de geallieerden. Om die reden hinderden de Sovjets de vliegtuigen van de westerse geallieerden boven de Sovjet-bezettingszone niet. De westelijke geallieerden moesten nu 2,2 miljoen West-Berlijners en 8000 geallieerde militairen en hun 22.000 familieleden zien te bevoorraden door de lucht. In de westerse media en regeringssteden werd de actie van Stalin uitgelegd als een poging om de westelijke geallieerden te dwingen West-Berlijn op te geven. De westerse geallieerden legden zelf wel een tegenblokkade op. Vanwege "technische fouten" werden alle leveringen van de westerse zones stopgezet en het verkeer vanuit de Sovjet-Unie naar Zwitserland, Italië en Scandinavië belemmerd.
De groeiende achterdocht en argwaan over en weer en het gebrek aan diplomatieke communicatie tussen het westelijke en oostelijke blok vertroebelden aan beide zijden het beoordelingsvermogen van diplomaten, regeringsleiders, het publiek en de media. In het Westen leek onvoldoende oog te zijn voor de strategische motieven van de Sovjet-Unie, en men richtte zich nog uitsluitend op acties om de eigen belangen in West-Berlijn veilig te stellen. Op 26 juni startten de Amerikanen vanuit de door hen bezette zone een luchtbrug naar West-Berlijn, gevolgd door de Britten op 28 juni. De Amerikanen vlogen vliegveld Tempelhof aan, de Britten het vliegveld Gatow en de Fransen later het vliegveld Tegel, dat gedurende de blokkade geschikt moest worden gemaakt. De Fransen beperkten zich tot de bevoorrading van hun eigen troepen; zij hadden hun vliegtuigen nodig bij de strijd in Indochina.

## Einde van de blokkade

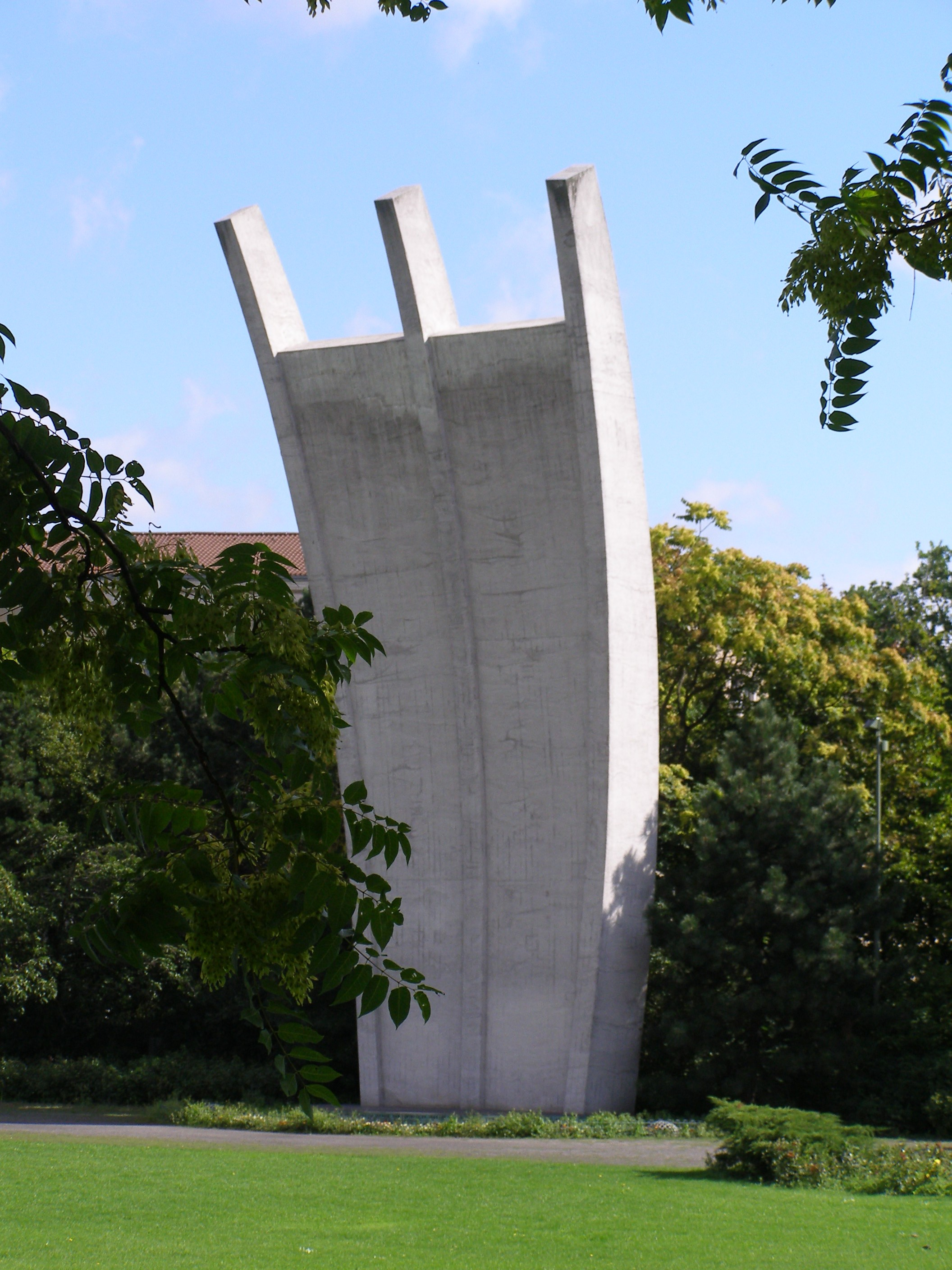
Monument voor de Berlijnse luchtbrug

Na 322 dagen hief de Sovjet-Unie op 12 mei 1949 de blokkade op, na toezegging van de andere geallieerden een conferentie in Parijs te organiseren over de toekomst van Duitsland. Met de blokkade was verder niets in hun voordeel bereikt, wel had het tot een grotere tegenstelling tussen oost en West gevoerd. De luchtbrug had bijna een jaar lang gefunctioneerd en had ongeveer twee miljard D-mark gekost, wat ervoor had gezorgd dat de West-Berlijners niet waren verhongerd. Als gevolg van de blokkade besloot de Senaat van West-Berlijn dat in Berlijn altijd een voorraad van 180 dagen van primaire levensbehoeften en brandstoffen aanwezig moest zijn, de zogenoemde Senaatsreserve. Deze is in 1990 meegegeven aan de wegtrekkende Russische troepen.
In 1951 werd het monument voor de Berlijnse luchtbrug onthuld.